# ジェフ・ポーツ
ジェフ・ポーツ（Geoff Portz、1934年3月13日 - 2016年4月1日）は、イギリスのプロレスラー。ウェスト・ヨークシャー州ブラッドフォード出身。生年は諸説あり、1931年または1936年ともされる。
ランカシャー・レスリングの名手として活躍した技巧派であり、1970年代からはカナダやアメリカを主戦場とした。1980年代にスコット・マギーのリングネームで活動した息子のゲーリー・ポーツも元プロレスラーである。

## 来歴
プロ入り以前からレスリングで鳴らし、軍隊ではボクシングのチャンピオンにもなったという。1951年のデビュー後は英国を拠点にドイツやオーストリアでも活動。1957年には英国に初遠征したルー・テーズとも対戦した。
1959年に英連邦ヘビー級王座を獲得し、1964年3月にはビリー・ライレー・ジムの師範代として知られるビリー・ジョイスからブリティッシュ・ヘビー級王座を奪取。1966年5月はブリティッシュ・ミッドヘビー級王座にも戴冠している。1968年6月には、当時ヨーロッパを外国人選手の招聘ルートとしていた国際プロレスに初来日した。
1972年、イギリス連邦のカナダへ渡り、スチュ・ハートが主宰していたカルガリーのスタンピード・レスリングに参戦。キラー・トーア・カマタやケンドー・ナガサキを下してフラッグシップ・タイトルの北米ヘビー級王座を再三獲得し、アブドーラ・ザ・ブッチャーともタイトルを争った。1973年1月にはカール・ゴッチのブッキングで新日本プロレスに来日、同じく英国出身のトニー・チャールズと組んでアントニオ猪木と対戦した。
日本遠征後の1973年4月より、バーン・ガニア主宰のAWAに参戦、アメリカのマット界への本格的な進出を果たす。ビル・ロビンソンとのベビーフェイスの英国人コンビで活躍し、ニック・ボックウィンクル&レイ・スティーブンスが保持していたAWA世界タッグ王座に再三挑戦、翌1974年にはホースト・ホフマン&バロン・フォン・ラシクを相手に英独タッグ抗争を展開した。以降はアメリカに定着し、太平洋岸北西部やテキサスのダラス地区などにも出場した。
1975年5月には国際プロレスに再来日、ブッチャー・ブラニガンをパートナーにIWA世界タッグ王座争奪戦に出場したが、1回戦でグレート草津&マイティ井上に敗退した。翌1976年5月は再び新日本プロレスに登場。アントニオ猪木をはじめ坂口征二やストロング小林とシングルマッチで対戦し、ピート・ロバーツとも英国人タッグを組んだ。
その後、アメリカでは南部のNWAフロリダ地区（エディ・グラハム主宰のCWF）にて活動。キャリア末期の1980年はヒールのポジションに回り、ジャック・ブリスコなどスター選手のジョバーを務める一方、バリー・ウインダムやヘクター・ゲレロといった当時の若手選手の壁となった。また、シューターとして知られたゴードン・ネルソンとの試合も、実力者同士のアンダーカードとして頻繁にマッチメイクされた。1980年2月14日のオカラでの興行では女子プロレスラーのウェンディ・リヒターと組み、ネルソン&ファビュラス・ムーラとのミックスド・タッグマッチで勝利を収めている。同年2月19日には、マイク・グラハムが藤波辰巳から奪取していたNWAインターナショナル・ジュニアヘビー級王座に挑戦した。
2016年4月1日、居住地のオーストラリアにて死去。

## 得意技
- エアプレーン・スピン[2]
- バックドロップ[3]

## 獲得タイトル
ジョイント・プロモーションズ
- 英連邦ヘビー級王座：1回[8]
- ブリティッシュ・ヘビー級王座：1回[9]
- ブリティッシュ・ミッドヘビー級王座：1回[10]

スタンピード・レスリング
- ノース・アメリカン・ヘビー級王座：4回[11]
- インターナショナル・タッグ王座：1回（w / Jeff Atcheson）[22]